# Zastřelení Tamira Rice

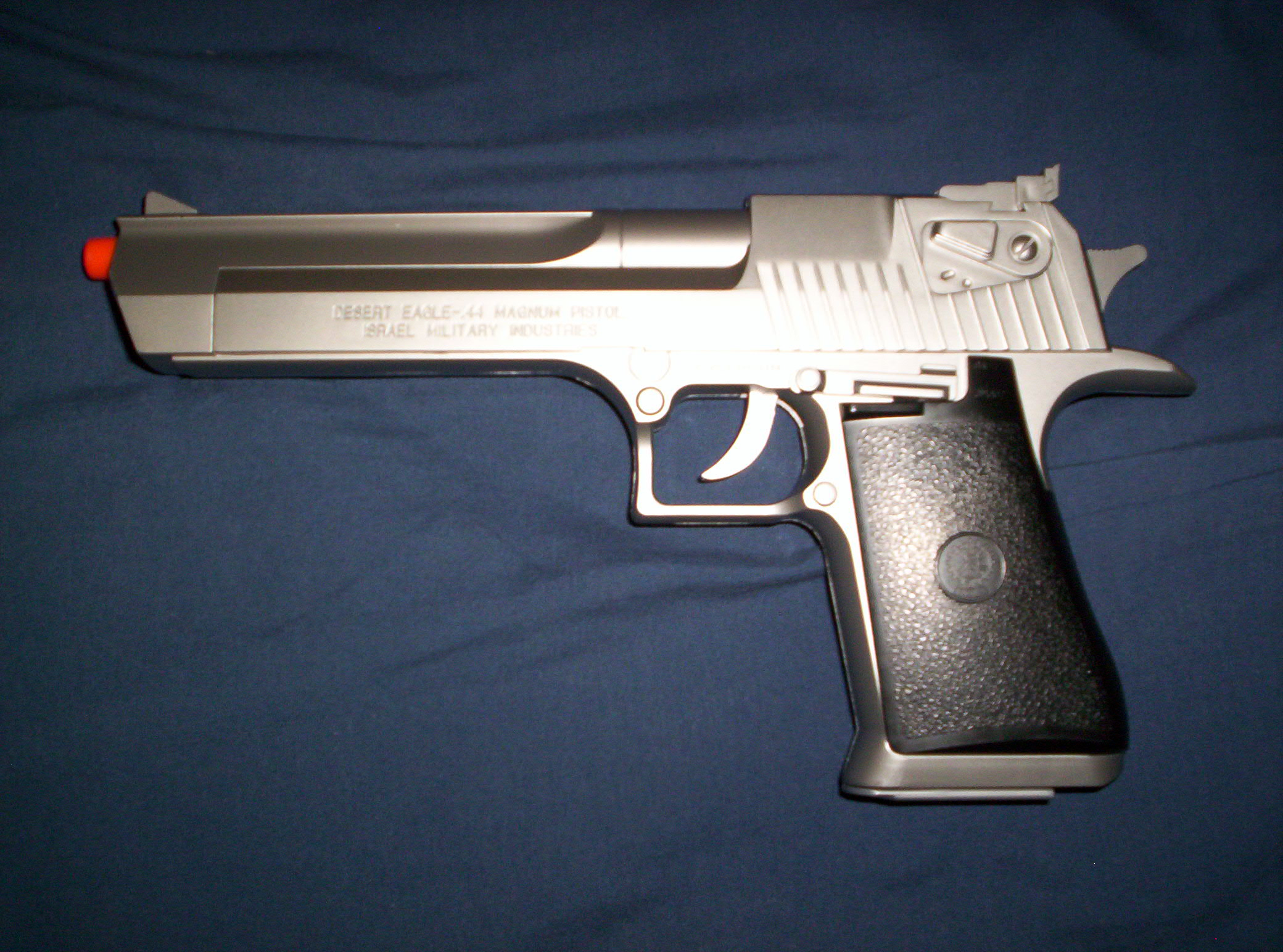
Typ pistole, s jejíž replikou si Rice hrál – .44 Magnum

Zastřelení Tamira Rice byla událost, k níž došlo 22. listopadu 2014 v Clevelandu v americkém státě Ohio. Policista Timothy Loehmann smrtelně postřelil dvanáctiletého černošského chlapce.

## Před zásahem
Tamir Rice (25. června 2002 – 23. listopadu 2014) byl 12letý černošský chlapec. Den před svou smrtí si hrál v clevelandském městském parku Cudell Recreation Center s plastovou replikou vzduchové pistole – hračkou, která na první pohled mohla vypadat jako skutečná (některé tyto hračky mají pro odlišení na sobě oranžovou značku, v tomto případě tomu tak nebylo).
Neznámý oznamovatel zavolal z West Boulevard Rapid Transit Station na linku 911, kde nahlásil „černocha, který sedí na houpačce, vytahuje z kalhot pistoli a míří náhodně na lidi“. Během dvouminutového zavolání na dispečink dodal, že jde pravděpodobně o mladíka s atrapou zbraně (což 2× zdůraznil), ale tato informace se už nedostala zasahujícím dvěma policistům. Těmi byli Timothy Loehmann (26 let) a Frank Garmback (46 let). Zásah policistů, ke kterému došlo v areálu parku, zaznamenala blízká bezpečnostní kamera.

## Zásah policistů
Policisté se rozhodli nezjišťovat okolnosti situace, místo toho dojeli až k Riceovi v policejním autě. V době příjezdu policistů měl Tamir Rice svou hračku zastrčenou za pasem. Podle pozdějšího prohlášení Loehmanna při příjezdu policistů pro ni sahal. Záznam z bezpečnostní kamery to ale nepotvrdil. Ještě před tím, než policejní automobil zastavil a celkově do 2 sekund poté, kdy vjel na scénu, Loehmann z auta vypálil na Rice dvě střely a jednou z nich jej zasáhl do trupu. Rice upadl na zem, počemž ani jeden z policistů mu neposkytl žádnou pomoc. 4 minuty po postřelení přišel k Riceovi kolemjdoucí muž, byla přivolána ambulance, která přijela během dalších 3 minut. Tamir Rice podlehl zraněním a zemřel následující den.

## Vývoj událostí po zásahu
26. listopadu 2014 byl zveřejněn záznam incidentu. Úřad šerifa začal přibližně v tuto dobu případ řešit a sepisovat o něm zprávu. Událost na krátký čas upoutala média, hnutí Black Lives Matter i jiná v následujících týdnech uspořádala protestní akce. 5. prosince 2014 se pozůstalí Tamira Rice rozhodli dát případ k soudu a žalovat Loehmanna, Garmbacka a město Cleveland za nezákonné zabití. Stejného dne deník Los Angeles Times zjistil, že policista Timoty Loehmann, který Rice zastřelil, měl v minulosti problémy týkající se zodpovědnosti držení a používání služební zbraně ve svém předchozím působišti, policejním oddělení ve městě Independence v Ohiu. Tam neprošel některými z psychologických testů a byl shledán nezodpovědným a „nedospělým“, „roztěkaným a sentimentálním“, „neschopným komunikovat jasně“, „neschopným vykonávat základní úkony podle daných instrukcí“ a ultimátně „neschopným služby“ v řadách policie. Policie v Independence proto inicializovala jeho propuštění, ale Loehmann rychle zareagoval a odstoupil na vlastní žádost, z „osobních důvodů“. Později, v březnu 2014, nastoupil do policejního oddělení v Clevelandu, to si ale neověřilo jeho minulost.
Policista, který řídil policejní auto, Frank Garmback, v roce 2010 při výkonu služby brutálně napadl jednu místní ženu. Město kvůli incidentu nakonec zaplatilo 100 000 dolarů za vyřízení celé záležitosti a jako kompenzace zmlácené ženě. 3. června 2015 vydal úřad šerifa prohlášení, že jeho vyšetřování bylo dokončeno s patřičnými podklady. Ty byly prezentovány před velkou porotou (grand jury) za účelem možného postoupení případu k soudnímu líčení. 29. prosince 2015 porota odmítla případ Tamira Rice vůbec projednat u soudu, což znamenalo, že oba policisté nebudou za tento čin stíháni, formálně se ničím neprovinili, a budou moci nadále vykonávat svoji práci. Na začátku února 2016 město Cleverand dodatečně poslalo rodině pozůstalých účet ve výši 500 dolarů za použití ambulance, která smrtelně zraněného chlapce převážela. Je třeba uvést, že Ohio je stát, který má povoleno tzv. „open carry“, tedy nošení zbraně na veřejnosti bez explicitního povolení.
Dne 25. dubna 2016 bylo rozhodnuto, že město Cleveland zaplatí rodině Tamira Rice 144milionové odškodné.
Na podzim roku 2018 se Timothy Loehmann ucházel o práci policisty v okrsku Bellair, Ohio. Tamní policejní šéf se zastal jeho přijetí, když řekl, že Loehmann byl „očištěn jakéhokoli provinění“ a „nebyl nikdy obviněn“. Později ale Loehmann od svého rozhodnutí sám odstoupil.